# 黑穗橐吾
黑穗橐吾（学名：Ligularia melanothyrsa）为菊科橐吾属的植物，是中国的特有植物。分布在中国大陆的四川等地，生长于海拔3,200米至4,300米的地区，多生长于潮湿灌丛中，目前尚未由人工引种栽培。